# City of New Orleans
City of New Orleans is een lied geschreven rond 1971 door Steve Goodman. De melodie is in Nederland en België vooral bekend van Gerard Cox' hit 't Is weer voorbij die mooie zomer, dat een vrije vertaling was van een Franse tekst op dezelfde melodie.

## Tekst
Het folklied vertelt in nostalgische bewoordingen over een treinreis tussen Chicago en New Orleans met de Illinois Central Railroad:
Riding on the City of New Orleans
Illinois Central Monday morning rail
Fifteen cars and fifteen restless riders
Three conductors and 25 sacks of mail.

## Vertolkingen
Het lied werd door talloze artiesten opgenomen, onder wie Steve Goodman zelf, Arlo Guthrie en Willie Nelson, die er in de Verenigde Staten redelijke hits mee hadden. Andere noemenswaardige artiesten die het nummer in hun repertoire opnamen, zijn Johnny Cash, John Denver, Lynn Anderson, Judy Collins, Lizzie West en Jerry Reed.
In Nederland werd het vertolkt door Albert West.

### Steve Goodman
Steve Goodman bracht het uit als zijn debuutsingle afkomstig van zijn debuutalbum. Hij werd daarbij gestuurd door drie topmuzikanten achter de studiotafel: Kris Kristofferson, Norman Putman en Paul Anka. De B-kant Would you like to learn te dance? kwam van dezelfde combinatie. Goodman nam van City of New Orleans zowel een mono- als een stereoversie op. Opnamen vonden plaats in de Quadraphonic Sound Studios in Nashville (Tennessee) van Norbert Putnam en David Briggs, die dan ook een partijtje achter de piano meespeelden. Een hit werd het nergens.

### Arlo Guthrie
De protestzanger Arlo Guthrie had meer succes met The city of New Orleans. Hij stond met het lied zestien weken in de Billboard Hot 100 met plaats 18 als hoogste notering, maar dat was pas in de 14e week, daarna zakte het snel weg. Arlo Guthrie ging zich vervolgens bemoeien met de presidentsverkiezingen van 1972, hij werkte daarin samen met Todd Rundgren, Beaver & Krause, America, Leech & Eddie en The Beach Boys. Ook Guthrie kon gebruik maken van een muziekproducent, die het klappen van de zweep kende: Lenny Waronker.

#### NPO Radio 2 Top 2000
City of New Orleans (Arlo Guthrie) stond alleen in 1999 in de NPO Radio 2 Top 2000, op plek 1685.

### Willie Nelson
Coutryzanger Willie Nelson nam het in oktober 1983 op voor zijn album met de gelijknamige titel. Hij haalde de Billboard Hot 100 niet, maar haalde wel de nummer 1-positie in de countrylijsten van zowel de Verenigde Staten als Canada. Willie Nelson won met zijn uitvoering een Grammy.

## Vertalingen
Voorts verscheen het lied in andere talen, waarbij de vertaalde tekst soms niets meer te maken had met het origineel:
- Frans: Salut les Amoureux, Joe Dassin in 1972
- Frans/Engelse versie, Canadian Roch Voisine
- Duits: Wann wird’s mal wieder richtig sommer?, diverse artiesten waaronder Rudi Carrell in 1975, de nieuwe tekst werd geschreven door Thomas Woitekewitsch, later vertaler voor Herman van Veen
- Hebreeuws: Shalom Lach Eretz Nehederet (Hallo prachtig land): Yoram Gaon, een lofzang op Israël
- Noors: Liten og grønn (klein en groen) door Øystein Sunde; over een de Havilland Canada DHC-6 Twin Otter van vliegmaatschappij Widerøe
- Lets: Pazudussais dels, Čikāgas piecīši
- IJslands: Síðasta sjóferðin door Björgvin Halldórsson.

Geen van genoemde versies haalde de Belgische dan wel Nederlandse hitparades.

### Nederlands
- Gerard Cox zong het als 't Is weer voorbij die mooie zomer (gebaseerd op Salut les amoureaux) net als Maarten Cox, Dana Winner en de artiesten van Het Schaep (2009).
- Johan Derksen en Wilfred Genee zongen het als Nederland is helemaal oranje (2012), weer geïnspireerd op de versie van Gerard Cox.
- Tom van Stiphout en Paul Poelmans zongen het als Een memorabele zomer (vertaling Fritz van den Heuvel).